# HRT (команда Формулы-1)
HRT F1 Team (до 3 марта 2010 года — Campos Meta 1, до 4 июля 2011 года — Hispania Racing) — первая испанская команда, вышедшая на старт Чемпионата мира в классе Формула-1. Команда была основана Адрианом Кампосом в конце 2009 года, перед своим дебютом в Формуле-1 в 2010 году была выкуплена испанским предпринимателем Хосе Рамоном Карабанте. 4 июля 2011 года у команды сменился владелец: контрольный пакет акций приобрел испанский инвестиционный фонд Thesan Capital. В конце 2012 года, не сумев найти новых инвесторов, команда не оплатила вступительный взнос и была исключена из числа участников сезона 2013 года.

## История
Команда Campos была создана бывшим гонщиком Формулы-1 Адрианом Кампосом в 1998-м году. Штаб-квартира Campos располагалась в Мадриде, там находился маркетинговый и административный отделы. Технический центр команды базировался в Валенсии, в 25 км от автодрома им. Рикардо Тормо.

### GP2(2005—2008)

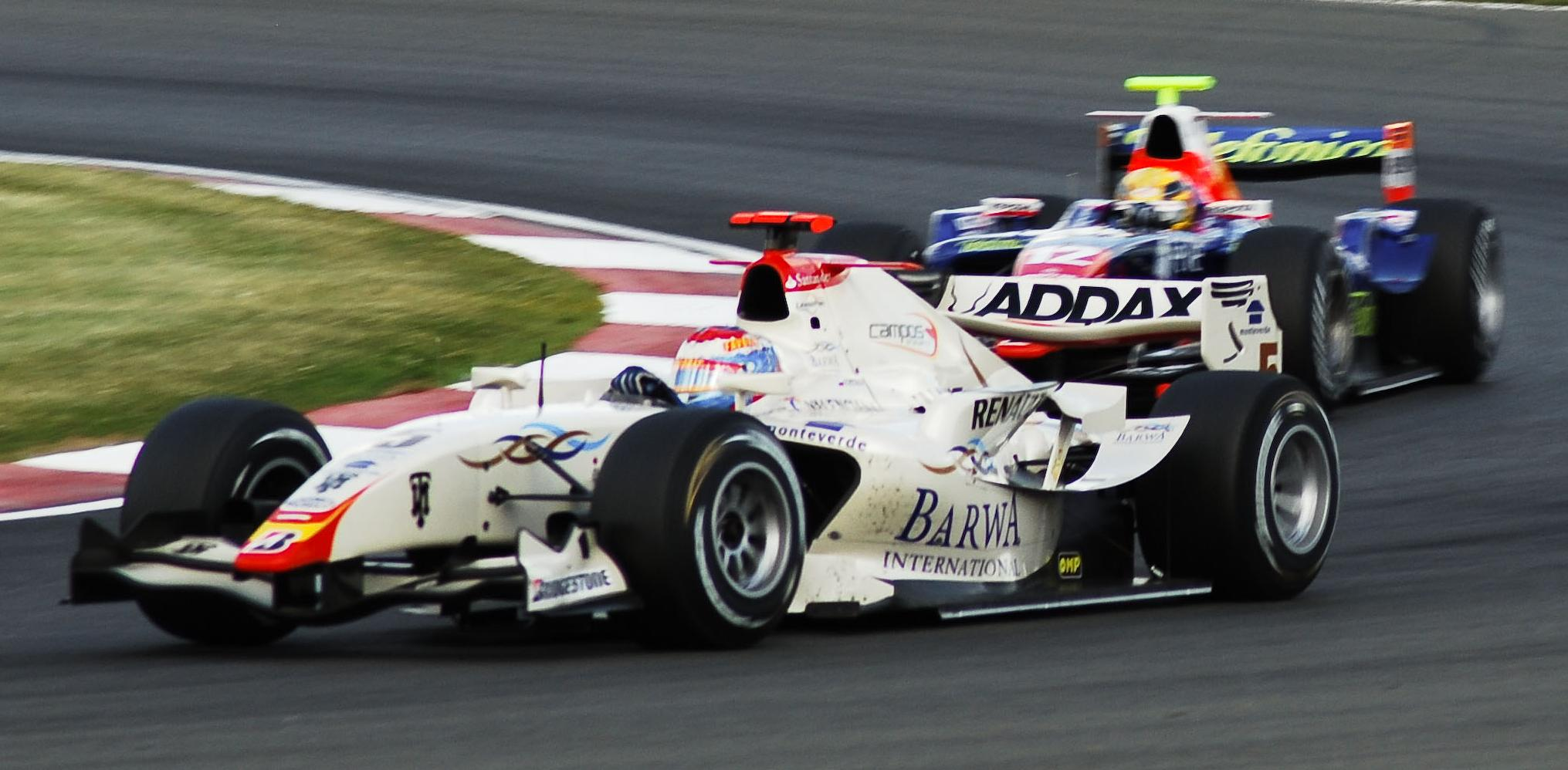
Campos Grand Prix выиграла командный зачет серии GP2 в 2008 году. На фото: Виталий Петров, этап в Сильверстоуне

В 2005 году Адриан Кампос принял решение участвовать в новой гоночной дисциплине, серии GP2, которая позиционируется как самый близкий в Формуле-1 чемпионат. Название команды меняется на Campos Racing. Первый сезон стал неудачным для команды, она закончила чемпионат на 12 и последнем месте, а гонщики, выступавшие за команду, заняли 18 и 20 места (Хуан Крус Альварес и Серхио Эрнандес соответственно). Следующий 2006 год прошёл для команды немногим лучше: несмотря на один быстрый круг, команда вновь закончила чемпионат на последнем месте, а её гонщики, Адриан Вальес и Феликс Портейро заняли 18 и 22 место.
В 2007 году за команду Адриана Кампоса выступали Джорджо Пантано, бывший гонщик команды Формулы-1 Jordan, и Виталий Петров. Команда сменила название на Campos Grand Prix. Приглашение опытного гонщика, а также кадровые перестановки в команде повлияли на уровень выступлений команды: по окончании чемпионата, Campos GP заняла высокое третье место, закончив сезон с тремя победами (2 у Пантано и 1 у Петрова), 7 подиумами, 1 поул-позицией и быстрым кругом. Пантано стал бронзовым призёром чемпионата, Петров закончил сезон на 13 месте.
В начале 2008 года начал проводиться чемпионат GP2 Asia, команда занимает в нём третье место. Петров с 1 победой становится бронзовым призёром чемпионата, уступив 4 очка вице-чемпиону Себастьену Буэми.
В 2008 году Barwa International Campos Team выиграла основной чемпионат GP2. Адриан Кампос в начале сезона пригласил на место ушедшего в Racing Engineering Пантано британского гонщика Бена Хэнли. Последний на протяжении первых 6-ти гонок не набрал ни одного очка, и с четвёртого этапа его заменил бразилец Лукас ди Грасси. Несмотря на то, что бразилец участвовал в 14 из 20 гонок чемпионата, он занял по его итогам третье место, уступив вице-чемпиону Бруно Сенне 1 очко. По итогам сезона команда одержала 4 победы (3 у ди Грасси и 1 у Петрова). В чемпионате GP2 Asia 2008—2009 года за команду Campos выступали Виталий Петров и Серхио Перес. Команда заняла третье место в чемпионате, Петров (1 победа) и Перес (2 победы) заняли 5 и 7 место в личном зачете соответственно.
По окончании сезона 2008 года Адриан Кампос продал свою часть акций команды испанскому бизнесмену Алехандро Агагу, команда сменила название на Barwa Addax.

### Заявка на участие в Формуле-1
Команда Campos Racing подала заявку на участие в чемпионате мира Формулы-1 2010 года 22 мая 2009 года. Адриан Кампос объявил о том, что новая команда будет называться Campos Meta 1 (мадридская компания Meta Image, заявленная как титульный спонсор команды, является спортивным агентством, занимающимся проведением соревнований и подбором спонсоров, а также работающим в сфере PR и маркетинга).
12 июня 2009 года FIA опубликовала предварительный список участников чемпионата мира 2010 года — все действующие команды остались, а из новичков процесс отбора прошли, кроме Campos Grand Prix, US F1 и Manor Grand Prix. Одновременно с этим стало известно, что команда Campos заключила трехлетний контракт на поставку моторов с Cosworth, а её техническими партнёрами стали компании Dallara Automobili и Xtrac. По словам Адриана Кампоса, для участия в чемпионате обе компании — Dallara и Campos Racing — образовали новое совместное предприятие Dallara-Campos. В работе над машиной были задействованы также Габриеле Тедоци, возглавлявший до этого технический департамент Minardi, и Бен Агатангела, работавший до этого специалистом по аэродинамике в Red Bull Racing и Honda. Всего планировалось набрать на работу около 200 сотрудников. Предполагалось, что руководить командой, базирующейся в Мадриде, будут Адриан Кампос и Хосе Рамон Карабанте, испанский предприниматель, оказывавший поддержку баскетбольной команде CB Murcia и всей испанской баскетбольной лиге.

### Финансовые проблемы
Когда новые команды US F1, Manor и Campos подавали заявки на участие в чемпионате мира Формулы-1 2010 года, президент FIA Макс Мосли лоббировал ограничение бюджетов команд, установив предельный уровень затрат в £40 млн. Однако в течение последующих недель после опубликования списка участников под угрозой образования альтернативного чемпионата были заключены ряд договоренностей между FOTA и FIA, в том числе подразумевающие отказ от ограничения бюджетов. Заявка, поданная Campos, была принята при другой версии регламента, предусматривающей технические преимущества для команд, согласившихся на ограничение бюджета, и многие предполагали, что подписание нового Договора Согласия будет означать отказ испанской команды от участия в чемпионате, однако в Campos было решено продолжить подготовку к дебютному сезону.
18 ноября 2010 года стало известно, что команда Campos Meta 1 в дебютном сезоне получит правительственную поддержку — был подписан контракт с властями испанской провинции Мурсия, расположенной на юго-востоке страны. Контракт подразумевал не только финансовые выплаты, но и содействие в строительстве будущей штаб-квартиры команды, включающей конструкторское бюро, а также тестовой трехкилометровой прямой, на которой предполагалось проводить тесты аэродинамики.
31 октября 2009 года был подписан гоночный контракт с бразильцем Бруно Сенной, племянником трехкратного Чемпиона мира Формулы-1 Айртона Сенны.
Впоследствии появилась информация о том, что команда испытывает серьёзные финансовые проблемы: в условиях отмены ограничения бюджета было сложно найти потенциальных спонсоров и инвесторов, чтобы обеспечить финансирование, а существующие предварительные договоренности оказались на грани разрыва. Финансовая схема Campos Meta базировалась на возможной работе с испанскими спонсорами, не готовыми платить большие средства за сотрудничество с Фернандо Алонсо и Ferrari, однако изначальный план Адриана Кампоса потерпел неудачу — ни одна из сделок, на которые рассчитывали в команде Campos Meta 1, не состоялась: телекоммуникационный концерн Telefónica, упоминавшийся в числе потенциальных титульных спонсоров Campos Meta, предпочел спонсировать два Гран-при в сезоне 2010 года, нефтяная компания Repsol решила полностью сконцентрироваться на чемпионате MotoGP, банк Santander решил ограничиться спонсорской поддержкой Ferrari и McLaren, а также обеспечил переход Педро де ла Росы в BMW Sauber. Отказалась становиться спонсором и крупная компания Mutua Madrilena, бывший личный спонсор Фернандо Алонсо. Даже основной инвестор команды, фирма Meta Image, объявила о возникших финансовых проблемах и подвергла сомнениям перспективы сотрудничества с испанской командой.
К концу 2009 года появилась информация о том, что у команды не хватает денег, чтобы расплатиться с поставщиками, набор сотрудников был приостановлен, а спонсоры, которых привел Бруно Сенна, отказались платить обещанные деньги без гарантии участия команды в чемпионате. Адриан Кампос провел серию переговоров с Барри Уолшем, который руководил командой Ultimate (выступавшей в Мировой серии Renault и британской Формуле-3) и пытался выкупить в 2009 году часть акций команды Toro Rosso. Также прошли ряд встреч с южноафриканцем Тони Тешейра, бывшим владельцем серии A1GP. Среди потенциальных инвесторов назывался в том числе Нельсон Пике-старший, желавший таким образом получить достаточную степень влияния в команде и посадить за руль одной из машин своего сына. Однако никто из названных потенциальных партнёров не решил взять на себя часть финансового бремени команды.
Команда оказалась выставленной, фактически, на продажу. По слухам, Адриан Кампос обратился к Берни Экклстоуну с просьбой о выплате аванса из будущих призовых за телетрансляции, чтобы компенсировать компании Dallara затраты на разработку шасси — очередной взнос оценивался в €7 млн. Дело дошло до того, что вопрос возможной помощи Campos и готовности команды к участию в чемпионате обсуждался на заседании комиссии Формулы-1. Ситуация стала критической после того, как стало известно, что у Campos Meta 1 нет денег, чтобы оплатить работу Dallara — шасси были спроектированы, изготовлены и могли быть переданы заказчику, однако деньги на счета итальянской команды не поступили. Этой ситуацией хотел воспользоваться Зоран Стефанович, не оставлявший надежд на дебют собственной команды Stefan Grand Prix в сезоне 2010 года на модифицированных Toyota TF110: покупка шасси Dallara вынудила бы Campos отозвать свою заявку на участие в чемпионата, чем и собирался воспользоваться серб. Также интерес к шасси проявляла и другая команда, US F1, но по другой причине: у американской команды не было собственного. Также в испанской прессе периодически возникали предположения о том, что перед началом сезона 2010 года команду может выкупить совладелец команды, Хосе Рамон Карабанте, чтобы в следующем, 2011 году, выгодно её перепродать.

### Реструктуризация
После того, как Campos Meta пропустила первые предсезонные тестовые сессии, стало очевидно, что существует большая вероятность того, что команда не дебютирует в чемпионате мира Формулы-1 2010 года. Для того, чтобы команда успела разобраться со всем вопросами, как с финансовыми, так и организационными, до начала чемпионата, была проведена реструктуризация. Полный контроль над командой перешёл к испанскому предпринимателю Хосе Рамону Карабанте, в Campos пришли такие специалисты, как экс-глава Force India Колин Коллес и бывший технический директор Red Bull Racing Джефф Уиллис. По слухам, чтобы избежать ущерба имиджу Формулы-1, в проект вмешался лично Берни Экклстоун — именно по его инициативе Колин Коллес получил должность руководителя испанского проекта. В качестве источника средств был использован контракт с индийским пилотом Каруном Чандхоком В этой ситуации было озвучено, что машина команды впервые появится на трассе только на Гран-при Бахрейна — в пятницу накануне дебютного этапа сезона.
19 февраля 2010 года в команде подтвердили, что испанский предприниматель Хосе Рамон Карабанте получил полный контроль над командой, а Колин Коллес сменил Адриана Кампоса на посту руководителя команды. Планировалось, что команда останется в Испании, хотя в первых гонках для работы будут использоваться цеха Dallara, а Коллес возьмет на себя роль управляющего директора и будет отвечать за подготовку команды к первой гонке чемпионата. При этом основатель команды Адриан Кампос и её управляющий директор Даниеле Аудетто остались не у дел.
3 марта 2010 года было официально объявлено о переименовании команды Campos — команда будет выступать в сезоне 2010 года под названием HRT F1 — Hispania Racing F1 Team; презентация команды и болида HRT F110 прошла днем позже, в Мурсии, на юго-востоке Испании. Там же была представлена официальная раскраска и названы имена гонщиков — как и ожидалось, напарником Бруно Сенны стал Карун Чандхок.

## Сезон 2010
Старт сезона на Гран-при Бахрейна для команды выдался очень трудным. Только что реструктурированная команда получила болиды буквально в последний момент. Механики успели собрать болид Бруно Сенны лишь к концу первой практики, а Чандхок не смог принять участия ни в пятничных, ни в субботних тренировках. Возникла вполне реальная угроза того, что гонщику испанской команды будет отказано в выходе на старт Гран-при, но к началу квалификации все проблемы на машине индийского гонщика удалось устранить, и он смог проехать несколько кругов, что дало ему возможность выйти на старт Гран-при как гонщику, участвовавшему в одной из практик уик-энда — FIA включает в это понятие как свободные заезды, так и квалификацию.
На Гран-при Австралии 2010 года пришлось первое важное достижение испанской команды — первый финиш в гонке. Карун Чандхок закончил Гран-при, заняв высокую 14 позицию, при этом отстав от лидера на 5 кругов. Результат, показанный индийским гонщиком в этой гонке, так и остался лучшим достижением команды в сезоне 2010 года. В своем третьем Гран-при HRT выполнила одну из ключевых задач, озвученных перед началом сезона: обе машины добрались до финиша без особых проблем. Карун Чандхок и Бруно Сенна показали 15 и 16 результат соответственно.
После Гран-при Китая в команде приняли решение приглашать по ходу сезона опытных гонщиков для участия в пятничных тренировках, чтобы те помогли правильно оценить уровень шасси и способствовали улучшению результатов. 17 апреля было объявлено, что Сакон Ямамото подписал с HRT F1 контракт резервного и тест-пилота до конца сезона 2010 года, а 5 мая стало известно, что аналогичный контракт подписал Кристиан Клин.
На Гран-при Великобритании Бруно Сенна был заменён на резервного гонщика команды, Сакона Ямамото. Японец по ходу сезона уже появлялся на трассе за рулем HRT F110 — в рамках пятничной тренировки перед Гран-при Турции. Произошедшая замена была очень неожиданной, поскольку ещё в четверг Бруно Сенна участвовал в промомероприятиях команды и готовился к гонке. Первоначально замена бразильца объяснялась тем, что спонсоры Бруно Сенны и Каруна Чандхока задержали очередные выплаты команде, и команда заранее рассматривала вариант замены одного из гонщиков. Но после Гран-при появилась другая информация — виной всему оказалось обычное электронное письмо. Брунно Сенна написал сообщение, в котором подверг весьма жесткой критике методы руководства Колина Коллеса, и по непонятным причинам отослал его в том числе самому Коллесу. Последний решил наказать бразильского гонщика, отстранив его от участия в Гран-при.

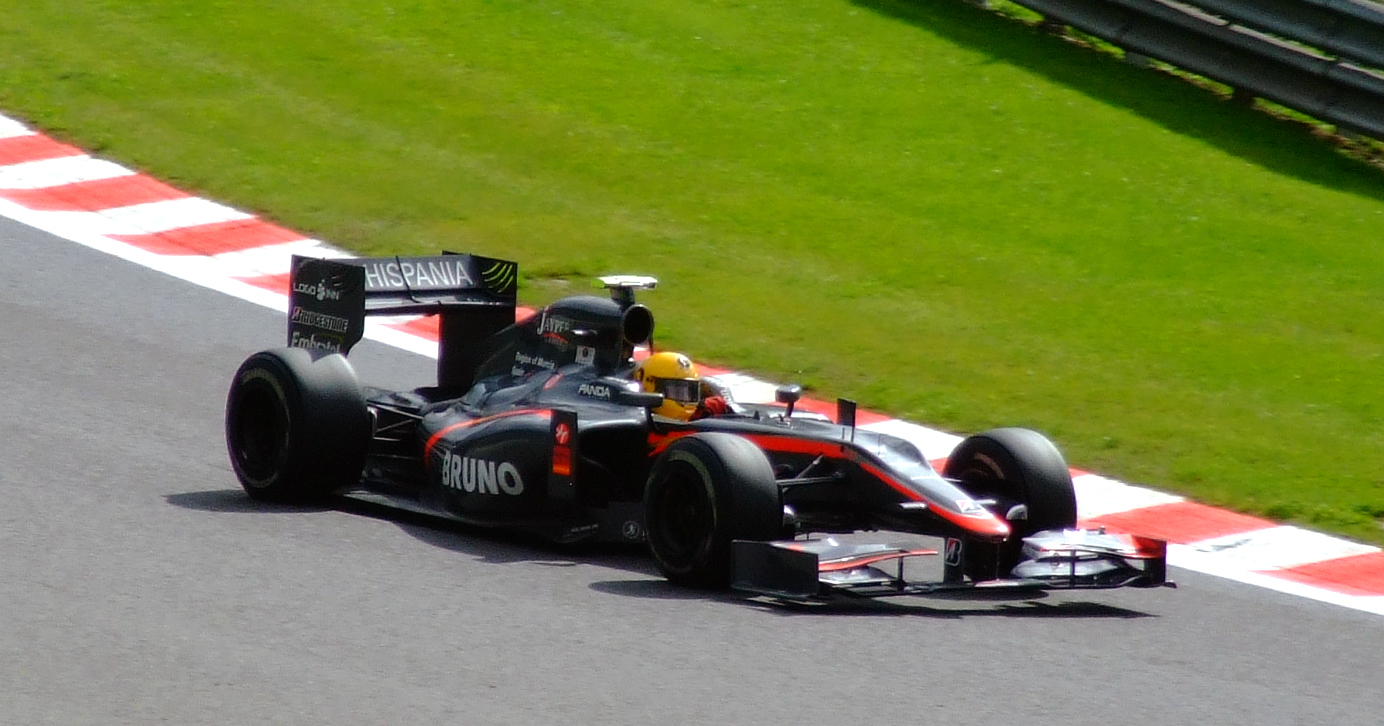
Стартовая позиция Бруно Сенны на Гран-при Бельгии (18-я) стала лучшим подобным достижением за все время выступлений команды в Формуле-1. На фото: Сенна во время 2-й пятничной тренировки на трассе Спа

Со следующего Гран-при Германии Сакон Ямамото заменил Каруна Чандхока. Индийского гонщика заменили из-за активности спонсоров Сакона — японец принес в команду € 4,6 млн за выступления в оставшихся гонках сезона, тогда как группа компаний Jaypee Group, финансировавшая выступления Чандхока, не нашла средств (Чандхок внес на счета команды только € 2 млн из предусмотренных контрактом восьми). Рассматривался также вариант, при котором Сакон Ямамото мог бы по очереди заменять Бруно Сенну и Каруна Чандхока, но этому препятствовал контракт бразильского гонщика.
На этом изменения в составе гоночной команды не закончились: Кристиан Клин заменял Сакона Ямамото во все дни сингапурского уик-энда, поскольку у японского гонщика возникли проблемы со здоровьем (пищевое отравление). Для Кристиана эта гонка стала первой с Гран-при Италии 2006 года. В квалификации перед Гран-при Кристиан Клин показал 21-й результат, более чем на секунду опередив своего напарника по команде Бруно Сенну, но в гонке финишировать не удалось: подвела поломка в гидравлической системе. Так как замена гонщиков носила временный характер, уже на следующем Гран-при Японии Сакон вновь сел за руль. На Гран-при Кореи, проходившем в сложных погодных условиях, команда добилась лучшего в сезоне результата: Бруно Сенна финишировал 14-м, его партнёр по команде Сакон Ямамото стал 15-м. В двух последних Гран-при Бразилии и Абу-Даби Кристиан Клин вновь заменял Сакона Ямамото.
Также как и в двух других новых командах чемпионата, гонщики Hispania Racing не заработали очков, так что место в Кубке Конструкторов определялось лучшей позицией на финише. HRT опередила Virgin Racing по большему числу 14-х мест (3 и 2 соответственно), хотя по скорости на трассе испанские машины чаще всего были последними, и закончила сезон 2010 года на 11 месте, уступив Lotus.

### Сотрудничество с Toyota Motorsport
Шасси для чемпионата 2010 года по заказу Campos Meta построила итальянская фирма Dallara Automobili S.p. А, но ещё в межсезонье возникли задержки с выполнением финансовых обязательств, а затем в команде произошла смена руководства. После начала сезона выяснилось, что характеристики построенных Dallara машин не соответствовали стандартам современной Формулы-1, кроме того, на протяжении первых шести Гран-при Dallara не дорабатывала шасси. Поэтому после Гран-при Монако сотрудничество HRT и Dallara прекратилось по взаимному решению обеих сторон.
После объявления о расторжении контракта с Dallara руководство HRT объявило о существующих переговорах с Toyota Motorsport о производстве машин для испанской команды на сезон 2011 года. После ухода заводской команды из Формулы-1 в конце 2009 года, в Toyota решили не распускать персонал и сохранить базу; японская компания стала поставщиком инжиниринговых услуг, и в 2010 году работала с несколькими командами Формулы-1, в том числе и с HRT, занимаясь исследованиями и разработками, связанными с автоспортом. Toyota Motorsport также предоставляла Pirelli машину TF109 и бригаду инженеров для тестирования резины, но в интересах компании была продажа шасси, пока они ещё не устарели. Таким образом, при должном финансировании проекта, Toyota была готова предложить Hispania два не участвовавших в гонках шасси TF110, переделанные под двигатели Cosworth, услуги собственных специалистов, а также развитую инфраструктуру базы в Кёльне. Сумма сделки осталась неизвестной, по некоторым источникам, она могла составлять величину порядка $30 млн.
Однако HRT не осуществила предусмотренные контрактом выплаты, и в Toyota Motorsport приняли решение прекратить сотрудничество с испанской командой.

## Сезон 2011
Сезон 2011 года команда решила начать, полностью сменив состав гонщиков. Неожиданно для всех, первым гонщиком стал Нараин Картикеян. До этого индийский гонщик провел лишь один полный сезон за Jordan в 2005 году, и в преддверии первого Гран-при Индии смог заручиться спонсорской поддержкой и собрать необходимый бюджет для участия в Формуле-1 за рулем HRT; Картикеян заплатил за место в испанской команде около € 8 млн, основную часть этого бюджета обеспечил индийский автоконцерн Tata. Примечательно то, что гонщик сообщил информацию о подписании контракта в персональном миниблоге за день до официального подтверждения командой.
9 марта команда назвала имя второго пилота команды. Напарником Нараина Картикеяна стал Витантонио Льюцци. За несколько месяцев до этого в Force India подтвердили контракт с Полом ди Рестой, и Витантонио Льюцци, несмотря на действовавший контракт, остался без места в индийской команде. На тот момент вакансия основного гонщика оставалась только в HRT. Немаловажным стало то, что Force India выплатила итальянцу солидную денежную компенсацию за досрочное расторжение контракта, и используя эти средства, Витантонио смог получить место второго гонщика HRT.
Перед последним заседанием FOTA (Ассоциации команд Формулы-1), 16 декабря 2010 года, испанская команда проинформировала, что желает приостановить членство в этой организации (испанская команда вошла в FOTA в конце 2009 года на стадии подготовки к дебюту проекта Campos Meta). Представители FOTA назвали причиной исключения испанской команды неуплату ежегодных взносов в размере € 100 тыс.: в сезоне 2010 года все команды, за исключением HRT, заплатили свой взнос ещё в феврале. По утверждениям источника, близкого к команде, HRT заплатила FOTA по € 25 тыс. в 2009-ом и 2010-ом, но отказалась вносить оставшуюся сумму из-за несогласия с политикой организации, направленной лишь на поддержку крупных команд.

Мы покинули FOTA, поскольку она защищает главным образом интересы больших команд. Мы предпочитаем инвестировать деньги в развитие машины, чем платить членские взносы в организацию, от которой не получаем никакой пользы.
(Руководитель HRT Колин Коллес в интервью индийской газете Hindustan Times)
Оригинальный текст (англ.)We left because FOTA defends mainly the interests of the big teams. We see no benefit in paying money for being part of it. We prefer investing our money in the car, instead of paying membership fees that don't benefit to us.

21 января подписано и опубликовано соглашение с дизайнером Даниэлем Саймоном о создании для команды нового корпоративного имиджа.
1 февраля в Валенсии предсезонные тесты Hispania Racing начали с переходной версией болида. За рулём сидел Нараин Картикеян — единственный на тот момент подтверждённый пилот команды.
8 февраля на официальном сайте команды были представлены изображения F111 — нового болида.
11 марта F111 была представлена официально во время заключительных предсезонных тестов на трассе в Барселоне. Команда сама создала новую машину под руководством технического директора Джефа Уилиса и главного конструктора Пола Уайта. Дизайн машины был предложен Даниэлом Саймоном. Однако принять участия в тестах команде так и не удалось. Руководство команды объяснило это проблемами с испанской таможней, которая не пропустила необходимые детали нового болида. Хотя высказывалась и другая версия: настоящей причиной могло быть то, что команда попросту не успела подготовить все детали к нужному сроку.

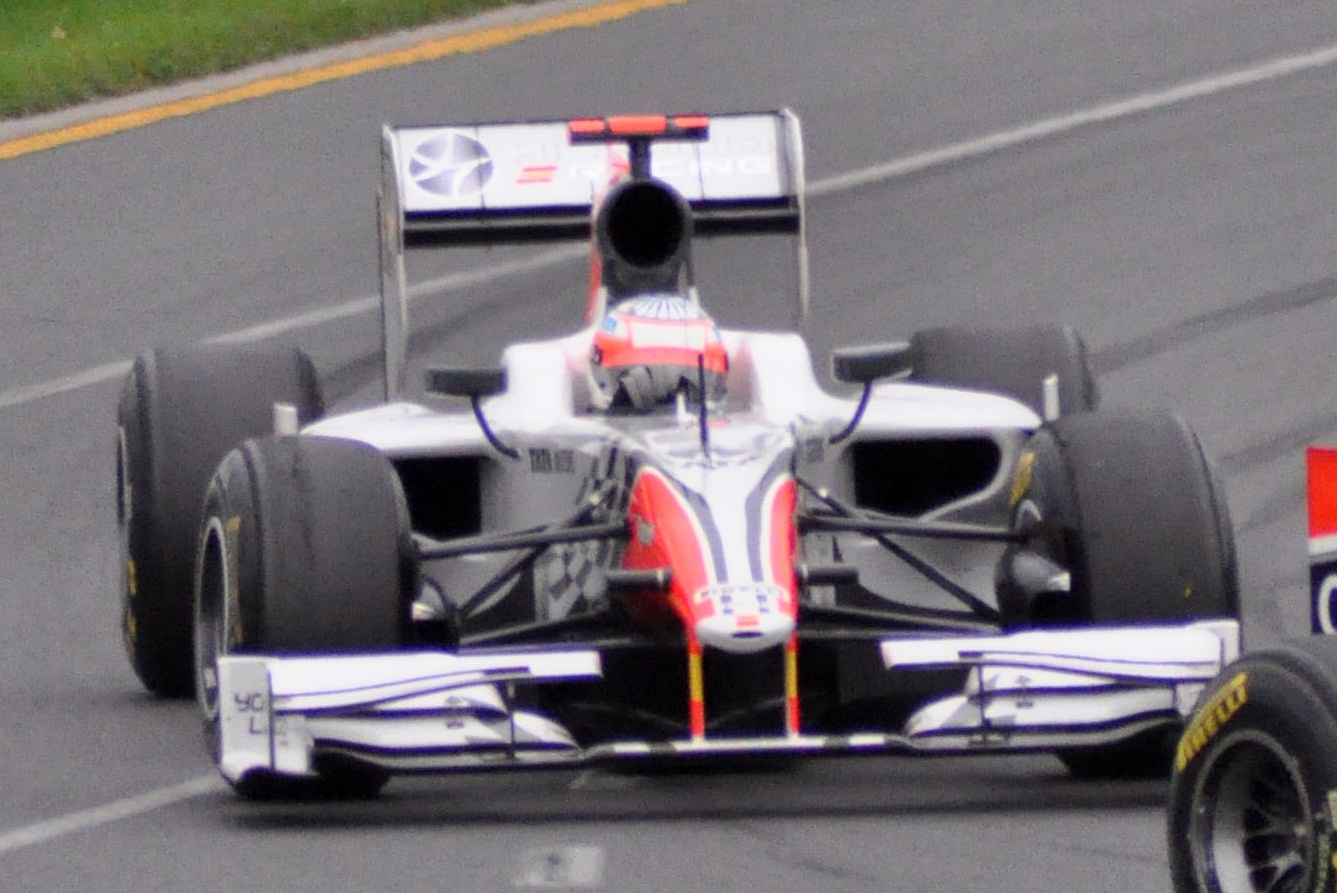
Переднее антикрыло F111 не прошло обязательный краш-тест FIA, и команда была вынуждена использовать на первом Гран-при сезона прошлогодний носовой обтекатель (на фото)

Несмотря на заявления о полной готовности команды к новому сезону, сборка двух шасси F111 продолжилась на первом Гран-при Австралии в Мельбурне. По ходу первой сессии свободных заездов на одной из машин HRT запустили двигатель, но довольно скоро стало ясно, что гонщики не смогут принять участие в первой пятничной тренировке. Команде вновь не хватало некоторых компонентов, кроме того, переднее антикрыло F111 не прошло обязательный краш-тест FIA, и команда была вынуждена использовать прошлогодний носовой обтекатель. В итоге, механикам HRT в пятницу удалось собрать только одну машину: в самом конце второй сессии F111 всё же покинула боксы, Витантонио Льюцци проехал короткий установочный круг и вернулся в боксы, не показав времени. В общей сложности, за все время тренировок гонщики команды проехали только пять кругов на двоих. В квалификации Льюцци и Картикеян не преодолели рубеж 107% и не были допущены к гонке, однако HRT попросила судей допустить гонщиков на старт Гран-при, поскольку в регламенте была предусмотрена такая возможность. Однако судьи отказали команде в праве участия в воскресной гонке, аргументировав своё решение тем, что гонщики по ходу тренировок не показывали относительно высоких результатов.
После Гран-при Европы в австралийской прессе впервые появилась информация о том, что протеже команды Red Bull, австралийский гонщик Мировой серии Renault и резервный и тест-пилот команды Toro Rosso, Даниэль Риккардо, может дебютировать уже на Гран-при Великобритании в составе испанской команды, вытеснив основного гонщика Нараина Картикеяна. Некоторое время ни HRT, ни Red Bull и Toro Rosso не выступали с официальным заявлением, но уже 30 июня Hispania официально подтвердила заключение контракта с Даниэлем Риккардо. О том, какого пилота в команде он заменит, руководство испанской команды сразу не объявило. Лишь на практике перед Гран-при Великобритании стало известно, что Риккардо займет место Картикеяна. Несмотря на ротацию пилотов по ходу сезона, индийский гонщик позже по ходу сезона выступил на первом Гран-при Индии в составе HRT. Информация об очередной смене состава гонщиков появилась на пресс-конференции, посвященной началу продаж билетов на первый индийский Гран-при, а непосредственно перед началом Гран-при стало известно, что место Нараину на эту гонку уступил Витантонио.
Перед Гран-при Бразилии команда HRT анонсировала, что в её составе в утренней пятничной тренировке произойдет замена: вместо Витантонио Льюцци возможность сесть за руль F111 во время уикенда получил Ян Хароуз, участник молодёжной программы Gravity. За неделю до Гран-при чешский гонщик уже участвовал в молодёжных тестах в Абу-Даби за HRT. По итогам тренировки Хароуз уступил Риккардо полсекунды.
В заключительной квалификации перед Гран-при Бразилии гонщики HRT добились лучшего квалификационного результата в сезоне, опередив гонщиков Marussia Virgin и заняв 21 и 22-е место (Витантонио Льюцци опередил своего напарника, Даниэля Риккардо). После квалификации команда приняла решение сменить двигатель на машине Льюцци, но судьи не стали пересматривать результат итальянского гонщика, поскольку это был один из восьми разрешенных моторов.
Гонщикам HRT не удалось реализовать преимущество, полученное в квалификации: на старте обе машины Marussia Virgin вырвались вперед. На машине Льюцци в момент старта активировалась система, препятствующая остановке мотора, и его машина осталась стоять на месте в тот момент, когда гонщик бросил сцепление. Однако, несмотря на это, итальянский гонщик HRT удержался впереди своего напарника: Риккардо пропустил соперников по собственной вине, плохо среагировав на стартовые огни. Для австралийского гонщика HRT гонка сложилась не слишком удачно, Риккардо начал гонку на более мягкой резине, однако показывал нестабильные результаты. На втором отрезке гонщик быстро израсходовал резину, что стало причиной более ранней остановки в боксах. Сменив резину на более жесткую, Риккардо столкнулся с проблемой её прогрева, и его ближайший соперник, гонщик Marussia Virgin Жером Д’Амброзио, смог оторвался от преследователя. В итоге, Даниэль Риккардо закончил гонку 20-м, отстав от победителя гонки, Марка Уэббера (Red Bull) на 3 круга. Витантонио Льюцци смог навязать борьбу гонщикам Marussia Virgin, однако столкнулся с технической проблемой (генератор) и вынужден был сойти с гоночной дистанции на последних кругах Гран-при (62-й круг из 71-го).

### Продажа команды
Перед началом сезона 2011 года в Hispania искали партнёра, который мог бы финансировать выступления команды за часть её акций. В частности, переговоры о сотрудничестве шли с компанией Convers Group, принадлежащей российскому бизнесмену Владимиру Антонову. В собственности последнего находятся компании Spyker (команда с одноимённым названием участвовала в Формуле-1 в 2007 году) и SAAB, а в сезоне 2010 года его Snoras Bank был спонсором команды Renault. Поэтому Convers Group была нужна команда, которая не представляла бы интересы автомобильных брендов, такая как Hispania. Однако переговоры затянулись, и Антонов вложил деньги в другие проекты: компания Convers Group создала спортивное подразделение и стала владельцем прав на чемпионат мира по ралли WRC.
В середине сезона у Hispania все же сменились владельцы: 4 июля 2011 году испанский фонд Thesan Capital приобрел контрольный 90% пакет акций Hispania Racing за €24 млн, выкупив их у прежнего владельца — бизнесмена Хосе-Рамона Карабанте. Новыми владельцами команды HRT стали два испанских бизнесмена: Хосе-Луис Мачо и Сантьяго Коррал. Смена руководства команды привела к кадровым перестановкам: уже бывший руководитель команды, Карабанте покинул руководящий пост, вместе с ним работы лишился Альба Саиз, возглавлявший службу коммуникаций. Новые владельцы назначили советником компании Thesan Capital испанца Луиса Переса-Сала, бывшего гонщика Формулы-1 (1988-1989, Minardi-Cosworth). Также изменения произошли и в названии команды: было принято решение по-прежнему использовать аббревиатуру HRT, однако новые владельцы отказались от слова Hispania в официальном названии команды, поскольку оно совпадало с названием группы компаний, принадлежащих Карабанте.
Очередная смена владельца команды породила слухи о том, что частью новой стратегии команды будет приглашение испанского гонщика. Считалось, что наилучшие шансы были у 23-летнего Хавьера Вильи, бывшего гонщика GP2 и тест-пилота BMW.Sauber, который мог по примеру Даниэля Риккардо занять место Витантонио Льюцци до окончания сезона 2011 года. Однако новое руководство команды впоследствии отказалось от этой идеи, не в последнюю очередь из-за того, что молодой гонщик не нашёл требуемой спонсорской поддержки. В итоге, команда подписала двухлетний контракт с Педро де ла Росой, в 2011 году являвшегося тест-пилотом McLaren, а также по ходу сезона участвовавшего в одной гонке за Sauber (Гран-при Канады, 12 место). Испанский гонщик займет место основного гонщика команды в сезонах 2012 и 2013 годов.
По окончании сезона владельцы команды приняли решение расстаться с Колином Коллесом, занимавшем пост руководителя HRT на протяжении двух лет, с 2010 по 2011 год. Согласно пресс-релизу команды, увольнение Коллеса стало частью долгосрочной программы развития, принятой новыми владельцами после покупки команды у Хосе-Рамона Карабанте. Пост руководителя оставался вакантным только один день: 15 декабря стало известно, что преемником Коллеса стал Луис-Перес Сала, до этого занимавший на протяжении нескольких месяцев должность консультанта испанской команды.

## Сезон 2012
Подтвердив контракт только с Педро де ла Росой, HRT не стала называть имя его напарника. Формально у Витантонио Льюцци был действующий двухлетний контракт с испанской командой, однако, по словам гонщика, он мог быть расторгнут со стороны команды в случае, если найдется гонщик, имеющий серьёзную спонсорскую поддержку. Помимо этого, контракт был подписан с прежним руководителем команды, Хосе-Рамоном Карабанте.

Подписывая бумаги, мы говорили о долгосрочном будущем и развитии HRT, так что сейчас у меня есть контракт на 2012-й, но под ним стоит подпись прежнего руководителя, поэтому моё будущее в команде весьма сомнительно.
Витантонио Льюцци

Вакансия второго пилота в HRT оставалась незанятой до начала февраля, когда стало известно о подписании контракта с Нараином Картикеяном, решившим продолжить сотрудничество с испанской командой после восьми Гран-при в сезоне 2011 года.
В межсезонье, в начале февраля, HRT покинули два ведущих инженера команды - глава производственного департамента Саймон Дженкинс и Жаки Экелярт, контролировавший процесс создания машины HRT F112. Первого заменил Дэвид Кэмпбелл, а руководство над работой над новой машиной взял на себя главный конструктор Жан-Клод Мартенс, присоединившийся к испанскому коллективу в конце 2011 года.

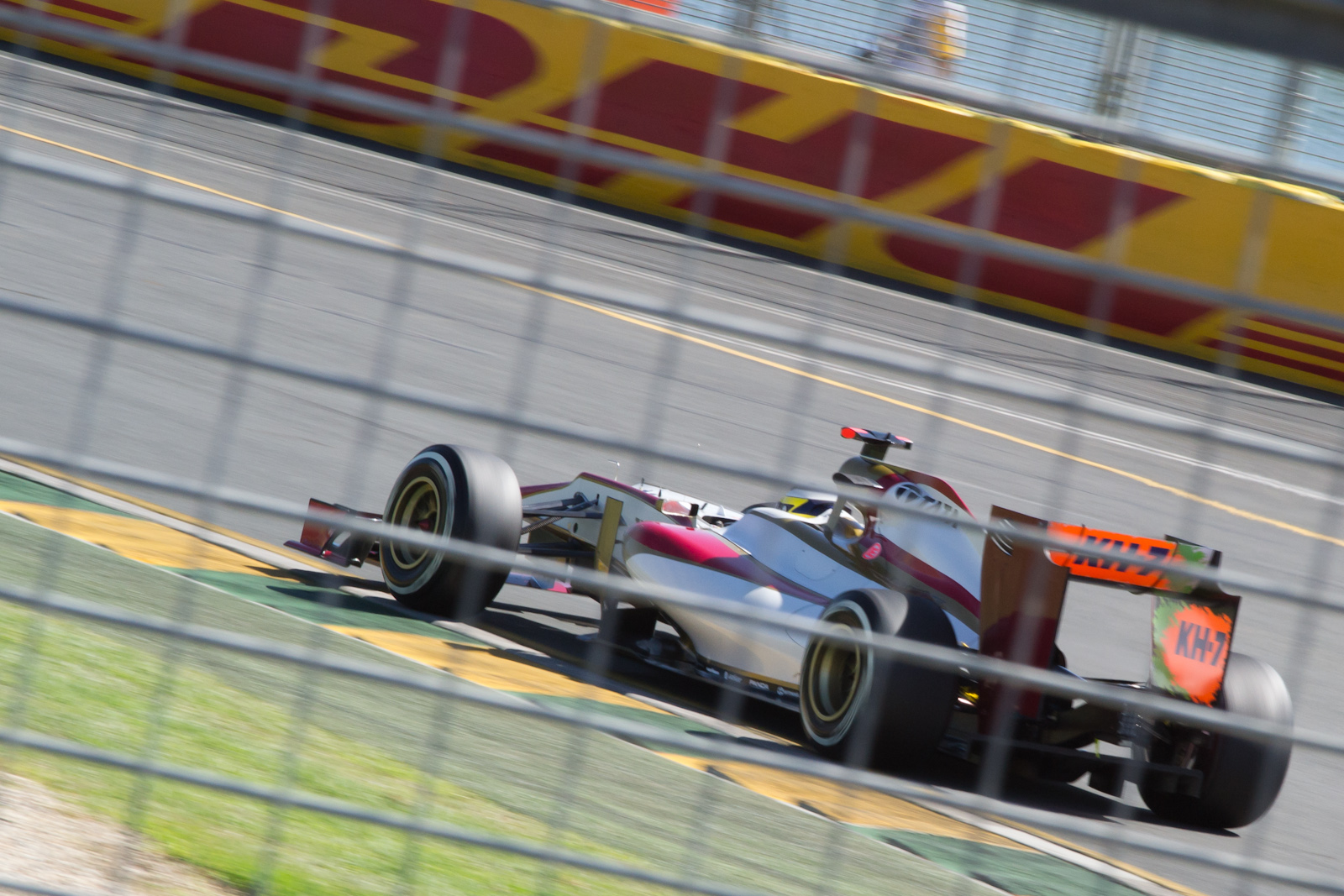
Оба гонщика HRT второй год подряд не смогли выйти на старт Гран-при Австралии. На фото: Педро де ла Роса за рулем HRT F112 в первой квалификационной сессии перед Гран-при Австралии

Как и в сезоне 2011 года, HRT не принимала участие в открывающей сезон 2012 года гонке (Гран-при Австралии). Во время квалификации гонщикам команды не удалось преодолеть рубеж в 107% от времени лидера первой сессии, и поскольку по ходу свободных заездов HRT F112 не продемонстрировала результатов, превышающих порог 107%, стюарды Гран-при приняли решение не допускать гонщиков HRT на старт гонки.
В отличие от гонки в Мельбурне, где гонщики HRT не смогли выйти на старт, на дождевом Гран-при Малайзии как Педро де ла Роса, так и Нараин Картикеян смогли добраться до финиша. До остановки гонки на 9-м круге из-за сложных погодных условий, индийский гонщик HRT занимал высокую десятую позицию (гонщик стартовал на дождевой резине, тогда как большинство гонщиков выбрало промежуточный тип резины). Во время подготовки к рестарту Гран-при механики HRT, обслуживающие машину Педро де ла Росы, не смогли вовремя покинуть стартовое поле, в результате чего гонщик был наказан штрафным проездом по пит-лейн.
На 15-м круге в реальном споре за позицию Дженсон Баттон (McLaren), пробивавшийся вперед после своего пит-стопа, не справился с управлением, его машину снесло и она задела HRT Нараина Картикеяна: переднее крыло МР4-27 было повреждено, после чего гонщику McLaren пришлось ехать в боксы за новым носовым обтекателем.

Мне никак не удавалось прогреть шины, так что это полностью была моя вина. Я ударил по тормозам, заднюю часть машины понесло, и мне было сложно сбросить скорость. Я попытался преодолеть поворот, но уже ничего не смог предпринять и врезался в Картикеяна
Дженсон Баттон

На 48-м круге Гран-при произошёл инцидент между Нараином Картикеяном и Себастьяном Феттелем (Red Bull): после пит-стопа Феттель оказался позади Нараина Картикеяна, который проигрывал немецкому гонщику 1 круг. Картикеян несколько поворотов сдерживал Феттеля, и при обгоне между ними произошёл контакт. Помимо прокола левой задней шины, в результате контакта на машине гонщика Red Bull был поврежден воздуховод системы охлаждения заднего левого тормоза. После инцидента Феттель несколько раз продемонстрировал Картикеяну средний палец, а в пост-гоночных комментариях назвал индийского гонщика "идиотом".

Феттель пытается обвинить меня в своих неудачах. Думаю, он расстроен тем, как складывается этот сезон после доминирования в прошлом году, но обвинять другого гонщика, выставлять его в дурном свете, непрофессионально [...] Отставшие на круг должны пропускать машину лидера, когда им показывают синий флаг, но это не значит, что при этом я должен выехать за пределы трассы. Не стоит называть других идиотами просто потому, что они выступают на менее быстрых машинах
Нараин Картикеян

Рассмотрев обстоятельства столкновения с Себастьяном Феттелем, стюарды Гран-при возложили вину за инцидент на Нараина Картикеяна и оштрафовали его прибавкой двадцати секунд к результату на финише (эквивалент штрафа с проездом по пит-лейн). В итоге гонщики HRT поменялись позициями: Педро де ла Роса был классифицирован на 21-й позиции, а Картикеян – на 22-й.

## Выход из Чемпионата
Thesan Capital не были компетентны в вопросах Формулы-1 и вложили деньги в команду ради её последующей скорой продажи, однако отсутствие результатов на трассе и организационной инфраструктуры привело к тому, что по ходу сезона покупателя найти не удалось, и текущий владелец разочаровался в своем активе.
Признаком того, что испанская команда может прекратить участие в чемпионате, стала информация, озвученная Берни Экклстоуном во время Гран-при Абу-Даби 2012 года. Тогда стало известно, что HRT осталась единственной командой, не подписавшей Договор Согласия. Впоследствии, накануне Гран-при США инвестиционная компания Thesan Capital опубликовала на сайте команды официальное заявление о переговорах с потенциальными покупателями, а сотрудники команды получили уведомление о возможном увольнении в декабре. Согласно попавшей в прессу информации, владельцы пошли на продажу команды из-за тяжелой финансовой ситуации и надеялись получить сумму в размере порядка € 40 млн., чтобы погасить задолженность перед банком Barco Popular, в том числе по кредитам, взятым прошлыми владельцами. Объективно, стоимость команды была завышена, так как у неё не было серьёзных активов, кроме лицензии на участие в чемпионате, старых шасси и гоночного оборудования, и поскольку в команду нужно было ещё вложить сумму порядка $ 30 млн., чтобы провести сезон 2013 года на уровне предыдущего, команде не удалось найти нового владельца.
По возвращении с финального Гран-при в Бразилии владельцы команды не позволяли сотрудникам покинуть базу в Мадриде до тех пор, пока они не согласятся подписать документ о расторжении контракта с HRT. После того, как команда не попала в заявочный лист на участие в сезоне 2013 года, стало очевидным, что HRT оказалась первой командой, покинувшей чемпионат, после ухода Toyota в конце 2009 года.
Деятельность команды была прекращена 30 ноября 2012 года, о чём в своем микроблоге сообщил технический директор команды Тони Кукерелла

## После Формулы-1
Активы HRT приобрела компания Teo Martin, специализирующаяся на утилизации автомобильных запчастей. Teo Martin стала владельцем шасси 2011-го и 2012-го годов, шоу-кара, трейлеров, инструментов, оборудования, мебели и другого имущества. Впоследствии Тео Мартин и Карлос Молла (испанский предприниматель) достигли соглашения с организаторами гоночной серии BOSS GP, и две машины F111 будут выставлены на старт этого чемпионата (в гонках серии участвуют старые машины с открытыми колесами разных лет выпуска и построенные для разных формул, в том числе для Формулы-1).

## Результаты выступлений в Формуле-1

### Статистика выступлений гонщиков
В данной таблице приведена статистика выступлений гонщиков, выступавших за Hispania/HRT, в квалификациях и гонках Гран-при. Лучшее достижение выделено в каждой колонке. В колонке «В команде» показаны относительные квалификационные результаты гонщиков одной команды. В последней колонке указан процент от дистанции Гран-при, в которых участвовал гонщик.
| Сезон    | Гонщик            | Квалификации      | Квалификации      | Квалификации      | Квалификации      | Квалификации      | Квалификации      | Квалификации | Гран-при          | Гран-при          | Гран-при        | Гран-при        | Гран-при        |
| Сезон    | Гонщик            | Стартовая позиция | Стартовая позиция | Стартовая позиция | Участие в сессиях | Участие в сессиях | Участие в сессиях | В команде    | Позиция на финише | Позиция на финише | Общая дистанция | Общая дистанция | Общая дистанция |
| Сезон    | Гонщик            | Средняя           | Лучшая            | Худшая            | 1                 | 2                 | 3                 | В команде    | Средняя           | Лучшая            | Круги           | Км.             | %               |
| -------- | ----------------- | ----------------- | ----------------- | ----------------- | ----------------- | ----------------- | ----------------- | ------------ | ----------------- | ----------------- | --------------- | --------------- | --------------- |
| 2010     | Бруно Сенна       | 22,33             | 18                | 24                | 18                | 0                 | 0                 | 13 - 5       | 19,28             | 14                | 700             | 3517,875        | 64,17           |
| 2010     | Кристиан Клин     | 23,00             | 22                | 24                | 3                 | 0                 | 0                 | 2 - 1        | 20,67             | 20                | 149             | 731,710         | 79,58           |
| 2010     | Сакон Ямамото     | 22,71             | 19                | 24                | 7                 | 0                 | 0                 | 1 - 6        | 18,71             | 15                | 331             | 1848,158        | 85,88           |
| 2010     | Карун Чандхок     | 23,50             | 22                | 24                | 10                | 0                 | 0                 | 4 - 6        | 18,00             | 14                | 479             | 2382,071        | 78,82           |
| Источник |                   |                   |                   |                   |                   |                   |                   |              |                   |                   |                 |                 |                 |
| 2011     | Витантонио Льюцци | 22,29             | 20                | 24                | 17                | 0                 | 0                 | 13 - 4       | 20,44             | 13                | 847             | 4306,286        | 83,23           |
| 2011     | Даниэль Риккардо  | 22,55             | 20                | 24                | 11                | 0                 | 0                 | 5 - 6        | 20,27             | 18                | 559             | 2928,477        | 86,60           |
| 2011     | Нараин Картикеян  | 23,00             | 22                | 24                | 8                 | 0                 | 0                 | 0 - 8        | 20,38             | 17                | 438             | 2082,321        | 86,48           |
| Источник |                   |                   |                   |                   |                   |                   |                   |              |                   |                   |                 |                 |                 |
| 2012     | Педро де ла Роса  | 21,84             | 20                | 24                | 20                | 0                 | 0                 | 17 - 3       | 20,00             | 17                | 928             | 4878,801        | 83,76           |
| 2012     | Нараин Картикеян  | 23,11             | 21                | 24                | 20                | 0                 | 0                 | 3 - 17       | 21,00             | 15                | 897             | 4568,250        | 79,11           |
| Источник |                   |                   |                   |                   |                   |                   |                   |              |                   |                   |                 |                 |                 |

### Статистика выступления команды
| Легенда к таблице |                                                                    |
| --- | ------------------------------------------------------------------ |
| В таблице перечислены результаты всех Гран-при Формулы-1, в которых принимала участие команда. Строками таблицы являются сезоны, столбцами — этапы чемпионата мира. В каждой клетке указаны сокращённое название этапа и результаты гонщиков команды, дополнительно обозначенные цветом. Расшифровка обозначений и цветов представлена в нижеследующей таблице. |                                                                    |
| \| Пример \| Описание \| \| ------------ \| ------------------------------------------------------------------ \| \| 1 \| Победитель \| \| 2 \| Второе место \| \| 3 \| Третье место \| \| 5 \| Финишировал, заработав очки \| \| Сход \| Не финишировал, но при этом заработал очки \| \| 12 \| Финишировал, не получив очков \| \| НКЛ \| Финишировал, но не попал в финальную классификацию \| \| 15 \| Участвовал вне зачёта, либо по отдельной классификации \| \| 18 \| Не финишировал, но попал в финальную классификацию \| \| Сход \| Не финишировал \| \| НКВ \| Не прошёл квалификацию \| \| НПКВ \| Не прошёл предквалификацию \| \| ДСК \| Дисквалифицирован \| \| ИСК \| Исключён из протокола соревнований \| \| ТТ \| Заявлен для участия только в тренировках \| \| НС \| Участвовал в квалификации, но не стартовал в гонке \| \| Т \| Травмирован или болен \| \| ОТК \| Отказ от участия \| \| НТР \| Прибыл на соревнования, но на трассу не выезжал \| \| НПР \| Был заявлен в числе участников, но не прибыл к началу соревнований \| \| О \| Соревнования отменены \| \| \| Не участвовал \| \| Поул-позиция \| \| \| Быстрый круг \| \| |                                                                    |
| Пример | Описание                                                           |
| 1 | Победитель                                                         |
| 2 | Второе место                                                       |
| 3 | Третье место                                                       |
| 5 | Финишировал, заработав очки                                        |
| Сход | Не финишировал, но при этом заработал очки                         |
| 12 | Финишировал, не получив очков                                      |
| НКЛ | Финишировал, но не попал в финальную классификацию                 |
| 15 | Участвовал вне зачёта, либо по отдельной классификации             |
| 18 | Не финишировал, но попал в финальную классификацию                 |
| Сход | Не финишировал                                                     |
| НКВ | Не прошёл квалификацию                                             |
| НПКВ | Не прошёл предквалификацию                                         |
| ДСК | Дисквалифицирован                                                  |
| ИСК | Исключён из протокола соревнований                                 |
| ТТ | Заявлен для участия только в тренировках                           |
| НС | Участвовал в квалификации, но не стартовал в гонке                 |
| Т | Травмирован или болен                                              |
| ОТК | Отказ от участия                                                   |
| НТР | Прибыл на соревнования, но на трассу не выезжал                    |
| НПР | Был заявлен в числе участников, но не прибыл к началу соревнований |
| О | Соревнования отменены                                              |
| | Не участвовал                                                      |
| Поул-позиция |                                                                    |
| Быстрый круг |                                                                    |

| Сезон | Шасси    | Двигатель       | Ш | Гонщики           | 1    | 2    | 3   | 4   | 5    | 6    | 7    | 8    | 9    | 10   | 11   | 12   | 13   | 14   | 15   | 16   | 17   | 18   | 19   | 20  | Место | Очки |
| ----- | -------- | --------------- | - | ----------------- | ---- | ---- | --- | --- | ---- | ---- | ---- | ---- | ---- | ---- | ---- | ---- | ---- | ---- | ---- | ---- | ---- | ---- | ---- | --- | ----- | ---- |
| 2010  | HRT F110 | Cosworth CA2010 | B |                   | БАХ  | АВС  | МАЛ | КИТ | ИСП  | МОН  | ТУР  | КАН  | ЕВР  | ВЕЛ  | ГЕР  | ВЕН  | БЕЛ  | ИТА  | СИН  | ЯПО  | КОР  | БРА  | АБУ  |     | 11    | 0    |
| 2010  | HRT F110 | Cosworth CA2010 | B | Карун Чандхок     | Сход | 14   | 15  | 17  | Сход | 14   | 20   | 18   | 18   | 19   |      |      |      |      |      |      |      |      |      |     | 11    | 0    |
| 2010  | HRT F110 | Cosworth CA2010 | B | Бруно Сенна       | Сход | Сход | 16  | 16  | Сход | Сход | Сход | Сход | 20   |      | 19   | 17   | Сход | Сход | Сход | 15   | 14   | 21   | 19   |     | 11    | 0    |
| 2010  | HRT F110 | Cosworth CA2010 | B | Сакон Ямамото     |      |      |     |     |      |      | тест |      |      | 20   | Сход | 19   | 20   | 19   |      | 16   | 15   |      |      |     | 11    | 0    |
| 2010  | HRT F110 | Cosworth CA2010 | B | Кристиан Клин     |      |      |     |     | тест |      |      |      | тест |      |      |      |      |      | Сход |      |      | 22   | 20   |     | 11    | 0    |
| 2011  | HRT F111 | Cosworth CA2011 | P |                   | АВС  | МАЛ  | КИТ | ТУР | ИСП  | МОН  | КАН  | ЕВР  | ВЕЛ  | ГЕР  | ВЕН  | БЕЛ  | ИТА  | СИН  | ЯПО  | КОР  | ИНД  | АБУ  | БРА  |     | 11    | 0    |
| 2011  | HRT F111 | Cosworth CA2011 | P | Нараин Картикеян  | НКВ  | Сход | 23  | 21  | 21   | 17   | 17   | 24   |      | тест |      |      |      | тест | тест | тест | 17   |      |      |     | 11    | 0    |
| 2011  | HRT F111 | Cosworth CA2011 | P | Витантонио Льюцци | НКВ  | Сход | 22  | 22  | Сход | 16   | 13   | 23   | 18   | Сход | 20   | 19   | Сход | 20   | 23   | 21   |      | 20   | Сход |     | 11    | 0    |
| 2011  | HRT F111 | Cosworth CA2011 | P | Даниэль Риккардо  |      |      |     |     |      |      |      |      | 19   | 19   | 18   | Сход | НКЛ  | 19   | 22   | 19   | 18   | Сход | 20   |     | 11    | 0    |
| 2011  | HRT F111 | Cosworth CA2011 | P | Ян Хароуз         |      |      |     |     |      |      |      |      |      |      |      |      |      |      |      |      |      |      | тест |     | 11    | 0    |
| 2012  | HRT F112 | Cosworth CA2012 | P |                   | АВС  | МАЛ  | КИТ | БАХ | ИСП  | МОН  | КАН  | ЕВР  | ВЕЛ  | ГЕР  | ВЕН  | БЕЛ  | ИТА  | СИН  | ЯПО  | КОР  | ИНД  | АБУ  | США  | БРА | 12    | 0    |
| 2012  | HRT F112 | Cosworth CA2012 | P | Педро де ла Роса  | НКВ  | 21   | 21  | 20  | 19   | Сход | Сход | 17   | 20   | 21   | 22   | 18   | 18   | 17   | 18   | Сход | Сход | 17   | 21   | 17  | 12    | 0    |
| 2012  | HRT F112 | Cosworth CA2012 | P | Нараин Картикеян  | НКВ  | 22   | 22  | 21  | Сход | 15   | Сход | 18   | 21   | 23   | Сход | Сход | 19   | Сход | Сход | 20   | 21   | Сход | 22   | 18  | 12    | 0    |
| 2012  | HRT F112 | Cosworth CA2012 | P | Даниэль Клос      |      |      |     |     | тест |      |      |      | тест | тест | тест | тест |      |      |      | тест |      |      |      |     | 12    | 0    |
| 2012  | HRT F112 | Cosworth CA2012 | P | Ма Цинхуа         |      |      |     |     |      |      |      |      |      |      |      |      | тест | тест |      |      |      | тест | тест |     | 12    | 0    |